# 平山芳昭
平山 芳昭（ひらやま よしあき）は、日本の国土交通官僚。愛知県航空監や、国土交通省中部運輸局長、国土交通省総合政策局次長、国土交通省政策統括官等を経て、日本物流団体連合会理事長。

## 人物・経歴
東京都出身。1974年東京大学法学部卒業、運輸省入省。1990年運輸省運輸政策局政策課総合安全保障対策室長。1991年国土庁計画・調整局総務課国土情報整備室長。1992年運輸省海上技術安全局船員部船舶職員課長。1994年愛知県企画部航空対策局長。1996年愛知県企画部航空監。1997年運輸省鉄道局財務課長。1999年運輸省運輸政策局貨物流通企画課長。2001年国土交通省総合政策局政策課長。2002年国土交通省中部運輸局長。2004年国土交通省総合政策局情報管理部長。2005年国土交通省総合政策局次長。2006年国土交通省政策統括官。2007年日本物流団体連合会理事長。